# Eclesiologia
L'eclesiologia és la part de la teologia cristiana que dedica el seu estudi al paper que exerceix l'Església com una comunitat o entitat orgànica, i a la comprensió del que "Església" significa: el seu paper en la salvació, l'origen, la relació amb el Jesucrist històric, la seva disciplina, el seu destí (vegeu escatologia cristiana) i el seu lideratge. És, per tant, l'estudi de l'Església com alguna cosa en si mateixa, i l'autoconeixement de la missió i paper de l'Església.
A més de descriure un ampli camp de la teologia, el terme "eclesiologia" pot usar-se en el context específic d'una església particular o denominació. Aquest és el sentit del terme en frases com "Eclesiologia catòlica romana", "Eclesiologia luterana" i "Eclesiologia ecumènica".

## Etimologia
Eclesiologia ve del grec ekklesia (ἐκκλησία), que es va convertir al seu torn en el llatí ecclesia, i que simplement significa una reunió de gent. És una paraula composta per la preposició grega ek (ἐκ), que denota un origen i que pot traduir-se independentment com des de, i kaleo (καλέω), que significa cridar. La definició més genèrica és la de "una reunió de ciutadans cridats des de casa a un lloc públic". Encara que avui en dia el terme es relaciona fortament amb l'Església cristiana, les seves arrels són més àmplies.
La Septuaginta utilitza ekklesia per traduir en grec la paraula hebrea qahal (קהל), que significa congregació, assemblea, companyia o qualsevol altre cos organitzat. Aquests usos en les escriptures hebrees del terme ekklesia no són presos pels teòlegs cristians com referits a l'Església específicament (sinó que en context es refereixen a una reunió específica per circumstàncies particulars). Tot i així aquests mateixos teòlegs veuen el poble Jueu (vists com el "Poble de Déu", una comunitat que s'entenia a si mateixa com a definida per una aliança única amb Déu), com un preludi, o prototip o un tipus de profecia viva, del que un dia seria l'Església Cristiana.
L'ús genèric de la paraula es fa servir moltes vegades en un passatge del Nou Testament (Ac 19:32 Ac 19:39 Ac 19:41) en referència no a l'església sinó a un grup d'artesans efesis, una espècie de gremi, que parlaven contra Pau de Tars i els seus companys.
S'ha de tenir en compte que, a hores d'ara, la paraula eclesiologia no figura al Diccionari de l'Institut d'Estudis Catalans, però sí que la trobem, per contra, a l'Enciclopèdia Catalana.

## Temes estudiats per l'eclesiologia
L'eclesiologia es pregunta les següents qüestions:
- Qui conforma l'Església? És una corporació visible o terrenal, una església en el sentit d'una denominació específica o institució per exemple? O és el cos tots els creients cristians sense importar la seva denominació religiosa ni les seves diferències i desunió? Quina és la relació entre els cristians vius i els cristians difunts, potser ells (els que estan a la Terra i els que són al cel) constitueixen junts l'Església?
- Algú s'ha d'unir a l'Església? És a dir, quin és el paper de la litúrgia en la vida espiritual dels creients? És de fet necessària? Pot la salvació trobar-se fora de la pertinença formal a una comunitat de fe, i què constitueix aquesta "pertinença"?
- Quina és l'autoritat de l'Església cristiana? És la institució per si mateixa, sigui com un únic cos o de manera general, un vehicle independent de la revelació de la gràcia de Déu? O és l'autoritat de l'Església depenent d'una revelació divina prèvia, i les institucions individuals són l'Església en el sentit que ensenyen aquest missatge? És, per exemple, la Bíblia la part escrita d'una revelació encara més àmplia confiada a l'Església com a comunitat de fe i, per tant, pot ser interpretada en aquest context? O és la Bíblia la revelació per si mateixa, i l'Església ha de definir-se com un grup de persones que confessen la seva adherència a ella?
- Què fa l'Església? Quins són els sagraments, en el context de l'Església, i són ells part de la missió de l'Església de predicar l'Evangeli? És l'Eucaristia l'element que defineix la resta del sistema sacramental en l'Església mateixa, o és només un acte secundari de prèdica? ¿S'ha d'entendre l'Església com un vehicle de salvació, o sigui la presència salvífica al món, o com una comunitat d'aquells que ja estan "salvats"?
- Com ha de ser governada l'Església? Quina era la missió i autoritat dels Apòstols? Això ve donat des de llavors en els sagraments d'avui dia? Quins són els mètodes apropiats per triar al clergat, com els bisbes i sacerdots, i quin és el seu paper en el context de l'Església? És necessari un clergat ordenat?
- Quins són els papers dels 'dons espirituals' en la vida de l'Església?
- Com es relaciona la nova aliança de l'Església amb l'aliança expressada al poble elegit de Déu en la Bíblia (el poble jueu)?
- Quin és el destí últim de l'Església a l'escatologia cristiana?

### Creences que defineixen a l'Església
- L'Església poble de Déu
- Cos de Crist
- Temple de l'Esperit Sant
- Cànon Bíblic
- El Credo
- Ortodòxia